# Еритрея
 Тази статия е за държавата.  За полиса в Древна Гърция вижте Еритрея (Йония).  
Еритрея е държава в Източна Африка, основана през 1993 г. след отделяне от Етиопия. Има площ от 121 100 km2 и население от 5 869 869 души. Столица на Еритрея е Асмара.

## География
Еритрея е държава в северната част на Източна Африка, край югозападния бряг на Червено море. На югоизток Еритрея граничи с Джибути (дължина на границата – 113 km), на юг – с Етиопия (1033 km), а на северозапад – със Судан (605 km). Общата дължина на сухоземните граници (в т.ч. речни) е 1751 km. От северозапад на югоизток Еритрея се простира на 800 km, а ширината ѝ варира от 50 km на югоизток до 460 km на северозапад. На североизток се мие от водите на Червено море с дължина на бреговата ивица 875 km. По-голямата част от бреговата линия е ниска, праволинейна с малко на брой удобни за корабоплаването заливи (Зула, Асеб и др.), обкръжена от коралови рифове. Във водите на Червено море е разположен архипелагът Дахлак (около 900 km²²), като най-големи острови в него са Дахлак (750 km²) и Нора (130 km²).
Територията на Еритрея се простира между 12°21′ и 18°00′ с.ш. и между 36°26′ и 43°08′ и.д. Крайните точки на страната са следните:
- крайна северна точка – 18°01′ с.ш., на границата със Судан, на брега на Червено море;
- крайна южна точка – 12°21′ с.ш., на границата с Джибути, на левия бряг на река Кюема;
- крайна западна точка – 36°26′ и.д., на границата със Судан;
- крайна източна точка – 43°08′ и.д., на границата с Джибути, на брега на Червено море.[3]

### Релеф
Северозападните райони на Еритрея са заети от северните части на Етиопската планинска земя с максимална височина връх Соира (3018 m). На изток от Етиопската планинска земя е разположена Афарската депресия, отделена от бреговете на Червено море от хребета Данакил (връх Рампу 2131 m). Нейната (на Афарската депресия) северна част е заета от глинести и пясъчни равнини със солончаци, ниски лавови и туфови плата. Оста на депресията лежи под морското равнище, като тук се намира най-ниската точка на Еритрея (-116 m под морското равнище).

### Геоложки строеж, полезни изкопаеми
Територията на Еритрея е разположена в източната част на Африканската платформа, нагънатия кристалинен фундамент на която се открива на повърхността на северозапад. Долния комплекс на фундамента е изграден от архайски гнайси и гранитогнайси, които формират няколко големи масива: 1. залягащият най-отгоре комплекс от долно- и горнопротерозойски пясъчници, а кристалинните шисти и филити запълват грабеновидните падини в гранитогнайсовите блокове; 2. горнопротерозойският комплеск на фундамента, съставен от амфиболитови, хлоритови, графитови и слюдести шисти, андезити, грауваки, кварцити, варовици и доломити с интрузии от дунити, габро, гранити и др., изгражда нагънат пояс с ширина 50 – 100 km, отнасящ се към Мозамбикския подвижен пояс. Седиментният чехъл (с мощност до 7 km) е изграден от морски и континентални наслаги от мезозоя и кайнозоя. В рифтовата зона Афар са развити плиоценски и кватернерни базалти и техните туфи. Основните рифтови зони активно се разширяват на североизток (Афар) с образуване на океанска кора и се характеризират с висока сеизмичност и съвременен вулканизъм.
Полезните изкопаеми на Еритрея са слабо изучени. В страната се разработват находища на злато (в района Угаро), желязна руда (в района на столицата Асмара), медна руда (Белеса), каменна сол (в района на Асеб). 

### Климат, води
Климатът на Еритрея е горещ, пустинен и полупустинен с годишна сума на валежите под 50 mm, които падат предимно през лятото. В долния пояс на планините (т.нар. „кола“, до височина 1700 – 1800 m) климатът е горещ, по западните и югозападните склонове малко по-влажен, а в умерения планински пояс (т.нар. „война-дега“, до 2400 m) средните месечни температури са от 13 до 16 – 18°С. Депресията Афар, затворена за влажните въздушни маси, е едно от най-горещите места на земята. Средните максимални температури са около 35°С, а средните минимални – около 25°С.
В Еритрея няма постоянно течащи реки с изключение на река Текезе (Сетит, 608* km, десен приток на Атбара, от басейна на Нил), течаща с част от долното си течение по границата с Етиопия. Останалите по-големи реки Барка (640* km), Мареб (Гаш, 440* km) и Ансеба (346 km) са временни и в тях тече вода само в периода на краткия дъждовен сезон през лятото.

### Почви, растителност, животински свят
Почвите по склоновете на Етиопската планинска земя в горещия пояс са червено-кафяви и планински тъмночервени хумусни ферсиалитни. В пояса „война-дега“ почвите са хумусни тъмночервени фералитни и ферсиалитни, а също планински черноземновидни хумусни и плодородни, използвани още от дълбока древност.
По-голямата част от територията на Еритрея има сух и горещ климат и тези райони са заети от храстови пустини, полупустини и опустинени савани, предимно акациеви. В долния планински пояс „кола“ на Етиопската планинска земя опустинените савани на север се сменят с типични савани на юг.
Животинският свят на Еритрея се отнася към Източноафриканската подобласт на Етиопската зоогеографска област. Фауната е разнообразна и богата във видово отношение. Характерни са едрите бозайници – антилопи, жирафи, биволи, хипопотами, слонове, зебри, планински козли. Има много хищници (лъвове, леопарди, леопардови котки, вивери). От маймуните най-разпространени са зелените морски котки, павианите анубис и ендемичните гелади, а от птиците – щраус, нектарник, птица носорог, птица тъкач и др.

## История
Най-ранното свидетелство, отнасящо се до територията на съвременна Еритрея, е египетска експедиция от XXV век пр.н.е. По-късни сведения има от времето на фараон Хатшепсут (XV век пр.н.е.), повечето от които представляват дневници на експедиции за търсене на тамян. Съвременното си име страната получава през XIX век от италианските колониалисти – думата Ερυθραία (Еритрея) на гръцки означава буквално „Червено море“.
Между VIII и XIII век голяма част от територията на съвременна Еритрея попада под влиянието на народа беджа – кушитско мюсюлманско племе от Североизточен Судан. Възникват пет кралства: Накис, Баклин, Базин, Джарин и Ката. Народът беджа разпространява исляма в тези части на Африка и така увеличава влиянието на Омаядския халифат.
Части от днешна Еритрея са принадлежали на абисинското царство Аксум, преди османците в XVI век да завладеят цялото крайбрежие на Червено море. През 1557 г. войските на султан Сюлейман I завладяват големия пристанищен град Масава (Масауа) и до 1580 г. почти цялата територия на днешна Еритрея е под властта на Османската империя.
Джузепе Сапето, италиански изследовател и мисионер на Римокатолическата църква, купува пристанищния град Асеб от местен афарски султан през 1869 г. По това време европейските колониални империи, като Италия, търсят начини да се сдобият с територии в тази част на Африка, тъй като същата година е отворен Суецкият канал и потокът от кораби от Азия минава именно през Африканския рог. Италианското правителство купува Рубатино – корабната компания на Сапето, и по този начин Италия увеличава влиянието си върху градовете Масава, Асеб и други бивши египетски владения. По-късно разпокъсаните територии са обединени в една колония, която италианците наричат Еритрея. През 1941 г. по време на Втората световна война италианските войски в Африка са разбити от Съюзниците и Еритрея попада под властта на Великобритания.
През 1952 г. ООН взема решение Етиопия и Еритрея да сформират федерация, като Еритрея остава под властта на етиопците. В Еритрея се образува Еритрейският фронт за освобождение, от който по-късно се отделя марксисткият Еритрейски народен фронт за освобождение, подкрепян от СССР. През 1972 г. Судан затваря границата си с бунтовната област и така усложнява действията на освободителното движение. Две години по-късно избухва въстание в столицата Асмара. Едва през ноември 1978 г. етиопските сили успяват да възстановят властта си над почти цялата област. Партизанските действия обаче продължават. През 1988 г. етиопската армия започва масирано настъпление срещу партизаните, но една трета от етиопските войници са избити край северния град Афабет. През 1991 г. етиопската армия капитулира в Асмара и до 24 май цяла Еритрея е вече в ръцете на бунтовниците, които помагат и за свалянето на правителството в Етиопия същата година. Новото етиопско правителство изпълнява искането на еритрейците за референдум за независимост, който е спечелен с голямо мнозинство в полза на новата държава. Така, точно две години по-късно, на 24 май 1993 г., Еритрея официално е призната за независима държава.

## Държавно устройство и политика
Народното събрание на Еритрея се състои от 150 места и е сформирано през 1993 г. малко след извоюването на независимостта на страната. Тогава 75 от народните представители са били членове на Еритрейския народен фронт за освобождение, а останалите са местни кандидати и поддръжници на Фронта. Избран е и сегашният президент Исаяс Афеверки.
Еритрея е президентска република. На няколко пъти в страната са насрочвани национални парламентарни избори, но поради проблеми са отлагани или просто отменяни. В Еритрея не е имало национални избори нито веднъж, или те се ограничават до местно ниво и върху тях не се осъществява никакъв контрол. Информацията за вътрешната политика на страната е оскъдна, но през септември 2001 г. всички частни печатни медии са закрити, а критиците на правителството са затваряни без съд. Това буди притеснение у организации като Амнести Интернешънъл и Human Rights Watch. През 2004 година Държавният департамент на САЩ обявява Еритрея за „страна от особена загриженост“ заради преследвания по религиозни причини.
Външните отношения на страната са усложнени. Връзките със САЩ и ЕС са затрудени в много сфери през последните три години, макар Еритрея активно да участва в борбата срещу тероризма. Не са правени опити за създаване на дипломатически отношения с Етиопия, а при пограничните сблъсъци от 1998 – 2001 г. загиват около 20 хил. еритрейци. Проблемите с Етиопия се допълват от граничен спор със Судан и донякъде затруднени отношения с Йемен заради Ханишките острови (заради които през 1996 г. избухва кратка война). Малък контингент на ООН е разположен на границата между Еритрея и Етиопия с цел стабилизиране на региона. Заради всички тези заплахи от война страната е втората най-милитаризирана в света след Северна Корея с 45,9 военни на 1000 души население и 202-хилядна армия.

## Административно деление
Еритрея е разделена на 6 региона, наречени „зоби“, и на подрегиони (общини), наречени „подзоби“. Големината на регионите зависи от хидроложкия им капацитет – по този начин правителството по-лесно контролира стопанствата и земеделието като цяло, а от друга страна премахва предпоставките за размирици между кланове и племена.
Регионите са следните:
| No. | Регион             | Подрегиони (общини) |
| --- | ------------------ | --- |
| 1   | Централен          | Берикх, Гала-невхи, Семиенави Мибрак, Середжака, Дебубави Мибрак, Семиенави Миераб, Дебубави Миераб                     |
| 2   | Южен               | Ади Кеих, Ади Кала, Ареза, Дебарва, Декемхаре, Маи Айни, Маи Мне, Мендефера, Сегенеити, Сенафе, Церона                  |
| 3   | Гаш-Барка          | Агордат, Баренту, Дге, Форто, Гогне, Хайкота, Лого-Ансеба, Менсура, Моголо, Молки, Гулудж, Шамбуко, Тесенеу, Лаелай Гаш |
| 4   | Ансеба             | Ади Текелезан, Асмат, Елаберед, Гелеб, Хагаз, Халал, Хаберо, Керен, Керкебет, Села                                      |
| 5   | Червено море-север | Афабет, Архипелаг Дахлаг, Гелало, Форо, Гинда, Карура, Масава, Накфа, Шееб                                              |
| 6   | Червено море-юг    | Ареета, Централна Дакхалия, Южна Дакхалия, Асаб                                                                         |

## Стопанство
Около 75% от населението на страната са заети в селското стопанство. Въпреки това се налага страната да внася хранителни стоки. Отглеждат се царевица, памук, захарна тръстика, кафе. В пустинните райони е развито скотовъдството и риболовът. Годишният улов възлиза на 15 000 тона риба.
Еритрея разполага с полезни изкопаеми като злато, сребро, мед, сяра, никел, а също и нефт и газ. Силно развито е производството на сол.

### Икономически отношения с България
Стокообменът между България и Еритрея е незначителен – през 2001 г. е регистриран само 6 хил. щ.дол. износ от България, през 2002 г. – 12 хил. щ.дол. През 2003 г. е реализиран само български износ на стойност 15 хил. щ.дол. През 2004 г. стокообменът възлиза на 18 хил. щ. дол., от които български износ за 15 хил. щ.дол. и внос за 3 хил. щ.дол.
Еритрея проявява интерес към внос на строителни материали, селскостопанска техника, извършване на строителни работи от български фирми в областта на инфраструктурата, хотелите, жилищното строителство.
От март 1999 г. България официално се присъединява към наложеното от Европейския съюз ембарго за доставки на оръжие и военно оборудване за Еритрея и Етиопия. През май 2000 г. Съветът за сигурност на ООН налага оръжейно ембарго за срок от 1 г. След изтичането на срока на 17 май 2001 г. то не е продължено, но България се съобразява с ограниченията и критериите на Европейския съюз за въздържане от търговия с оръжие в райони на потенциални конфликти.
България участва със 7 български офицери в мисията на ООН за Етиопия и Еритрея (UNMEE). От 15 декември 2005 г. правителството на Еритрея експулсира всички представители на Европа, САЩ, Русия и Канада в UNMEE.

## Население
Еритрея никога не е провеждала официално правителствено преброяване. Източниците се разминават по отношение на настоящото население:
- За 2024 г. прогнозата на ООН е за 3 502 000 души.[5]
- Министерството на информацията на Еритрея дава оценка от 5,8 милиона за 2020 г.[6]
- За 2023 г. BBC прогнозира 6,2 милиона души.[7]
- Бюрото за преброяване на населението на САЩ дава оценка от 6,4 милиона за 2025 г..[8]
- Енциклопедия Британика дава оценка от 6 416 000 души за 2025 г.[9]

В страната живеят 9 етнически групи: тиграи (48%), тигре (35%), афари (4%), кунама (3%), сахо (3%), билен (2%), хедареб (2%), нара (2%) и рашаида (1%).

### Просвета
В Еритрея има над 824 училища, разделени на 5 групи: детска градина, основно училище (1 – 4 клас), средно училище (5 – 7 клас), гимназия (9 – 12 клас) и колеж. В тези училища учат 238 000 ученици. Заедно с 824-те училища в Еритрея има и два университета – Асмарският университет и Институтът на науката и технологията, и двата разположени в столицата Асмара.

## Култура
Още от древността много търговски пътища към всички краища на Античния свят са минавали през територията на днешна Еритрея. Поради тази причина днес в Еритрея се вижда културното влияние на много народи. Най-забележимо обаче е италианското влияние, особено в столицата Асмара. Там се забелязва смесване между италианското колониално влияние и местния начин на живот.
Най-популярните спортове в страната са футболът и колоезденето. Макар че Еритрея не е голяма футболна сила, тя разполага с достатъчно спортни съоръжения и талантливи играчи. Уникална за Африка е и Обиколката на Еритрея – голямо колоездачно състезание, което започва от пустинните брегове край град Масава, продължава на юг през планините, минава през столицата Асмара, след това състезателите обикалят равнините на Гаш-Барка и отново се връщат в Асмара. Състезанието е измислено от италианците през 1946 г.
Облеклото на жителите на Еритрея е различно в зависимост от тяхната културна принадлежност. Хората от етническата група Кунама носят изключително пъстри дрехи с много украшения по тях, докато тези от групите Тигриния и Тигре обличат бели дрехи, подобни на тези, носени в Арабският свят и Индия. Жените от групата Рашаида носят много украшения, предимно сребърни.
Традиционни музикални инструменти в Еритрея са струнните краар и кеберо, също лира, кобар и вата. Като всяка африканска страна, Еритрея има богата музикална и танцова култура, макар много популярна в страната да е етиопската музика.
До 80-те години на XX век популярни били филмите, направени в Боливуд, както и италианските. След като Еритрея обявила независимост, на мода идват американските филми в кината и по телевизиите по цялата страна.

## Природа
Навремето Еритрея поддържала голяма популация на слонове. През 3 век пр. Хр., фараоните в Древен Египет взимали и обучавали еритрейските слонове за войни. Между 1955 година и 2001 година нямало съобщени случаи за забелязани стада слонове и се смятало, че слоновете са станали жертва на войната за независимост. През декември 2001 година стадо от около 30 слона са регистрирани в района на река Гаш. Слоновете изглежда са били формирали симбиотична връзка с маслиновите павиани. Смята се, че в Еритрея са останали около 100 слона, което ги прави най-северно разположените слонове в Африка.
През 2006 година Еритрея обявява, че ще стане първата държава в света, превърнала цялото си крайбрежие в екологично защитена зона. Еритрея има 1347 km дълга брегова линия, заедно с още 1946 km брегова линия около своите 350 острова, които се смятат под контрола на Еритрея.

## Други
| Портал | Портал „Африка“ съдържа още много статии, свързани с Африка. Можете да се включите към Уикипроект „Африка“. |

- Комуникации в Еритрея
- Транспорт в Еритрея
- Армия на Еритрея
- Външна политика на Еритрея